# Anatolij Awdijewskyj

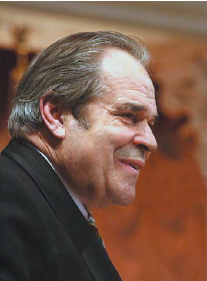
Anatolij Awdijewskyj, 2009

Anatolij Tymofijowytsch Awdijewskyj (ukrainisch Анатолій Тимофійович Авдієвський; * 16. August 1933 in Fedwar, Ukrainische SSR; † 24. März 2016 in Kiew, Ukraine) war ein ukrainischer Chorleiter und  Komponist.

## Leben
Anatolij Awdijewskyj kam im Dorf Fedwar (Федвар), heute Pidlisne in der Oblast Kirowohrad zur Welt.
Von 1948 an absolvierte er die staatliche Musikschule in Odessa, die er 1953 als Chorleiter abschloss.
Zwischen 1951 und 1958 war er Musik- und Gesanglehrer sowie Chorleiter in Odessa.
In den Jahren 1958 bis 1963 war er Gründer, künstlerischer Leiter und Chefdirigent des Gesangs- und Tanzensembles Lonok in Poliske und Chorleiter an der Musikschule in Schytomyr, anschließend war er in Tscherkassy bis 1966 künstlerischer Leiter und Chefdirigent des dortigen ukrainischen Volkschors.
Von 1966 an war Awdijewskyj künstlerischer Leiter und Chefdirigent des Nationalen akademischen ukrainischen Volkschors (benannt nach Hryhorij Werowka).
Von 1972 bis 1976 unterrichtete er Absolventen zur Chorleitung am Kiewer Musikkonservatorium Peter Tschaikowski. Zudem bildete er zwischen 1973 und 1980 Chorleiter und Dirigenten am Kiewer Kulturinstitut aus.
Von 1980 an war er Dozent, ab 1986 Professor und Leiter des Lehrstuhls für Methoden der Musikerziehung, Gesang und Chorleitung am Pädagogischen Institut in Kiew. Ab 2003 war er Direktor des Instituts der Künste der Nationalen Pädagogische Universität M. P. Drahomanow.
Er starb 82-jährig in Kiew und wurde dort auf dem Baikowe-Friedhof beerdigt.

## Ehrungen
Anatolij Awdijewskyj erhielt zahlreiche Orden und Ehrungen. Darunter:
- 2013 Orden des Fürsten Jaroslaw des Weisen 4. Klasse
- 2008 Orden des Fürsten Jaroslaw des Weisen 5. Klasse
- 2003 Held der Ukraine
- 1986 Orden der Oktoberrevolution
- 1983 Volkskünstler der UdSSR
- 1978 Staatspreis der UdSSR
- 1975 Volkskünstler der Ukraine
- 1974 Orden des Roten Banners der Arbeit
- 1968 Taras-Schewtschenko-Preis
- 1967 Verdienter Künstler der Ukraine